# Spoorlijn Schieder - Blomberg
De spoorlijn Schieder - Blomberg was een Duitse spoorlijn in Noordrijn-Westfalen en was als spoorlijn 2986 onder beheer van DB Netze. 

## Geschiedenis
Het traject werd door de Preußische Staatseisenbahnen geopend op 30 juni 1897. In 1951 is het personenvervoer op de lijn opgeheven, in 1987 ook het goederenvervoer waarna de lijn werd opgebroken. Thans ligt op de bedding  een fietspad.

## Aansluitingen
In de volgende plaats was er een aansluiting op de volgende spoorlijn:
Schieder
DB 1760, spoorlijn tussen Hannover en Soest